# Egzorcysta (miesięcznik)
Egzorcysta – ogólnopolski miesięcznik katolicki, podejmujący szczególnie tematykę zagrożeń duchowych. Ukazuje się od 2012 roku.

## Historia
Czasopismo, w założeniu zawierające świadectwa uwolnień od opętań i teksty dotyczące zagrożeń duchowych, zostało zaprezentowane 14 lutego 2012 roku podczas Konferencji Księży Egzorcystów w Niepokalanowie. Redaktorem naczelnym pisma został Artur Winiarczyk.
Pierwszy numer ukazał się we wrześniu 2012 roku nakładem wydawnictwa Polwen w nakładzie 15 tysięcy egzemplarzy. Czasopismo było dystrybuowane w salonach prasowych Empik, Kolporter, Ruch, Relay, Inmedio i Garmond Press i spotkało się z przychylnym przyjęciem, wyczerpując nakład po dwóch tygodniach. Następnie zwiększono nakład do 25 tysięcy egzemplarzy. W 2013 roku nowym wydawcą miesięcznika zostało wydawnictwo Monumen.
W numerze ze stycznia 2014 roku dokonano istotnych zmian. Zmieniony został podtytuł („Prawdziwe historie” zastąpiono podtytułem „Pismo ludzi wolnych”), zwiększono do 40 tysięcy nakład pisma, a także zmodyfikowano szatę graficzną. W grudniu 2014 roku przewodniczący Rady ds. Środków Społecznego Przekazu Konferencji Episkopatu Polski Wacław Depo opatrzył miesięcznik klauzulą „nihil obstat”. W 2015 roku redakcja miesięcznika nawiązała współpracę z Międzynarodowym Stowarzyszeniem Egzorcystów.

## Krytyka
W 2012 roku miesięcznik został skrytykowany przez Pawła Wrońskiego na stronie wyborcza.pl, który zarzucał pismu mieszanie „erotyki, horroru, demonologii i problemów kapłaństwa”. Adam Boniecki na łamach „Tygodnika Powszechnego” przyrównał treści prezentowane w miesięczniku do przesadnej świadomości o szatanie, która miała miejsce w wiekach XII–XVII. Jacek Prusak zarzucił „Egzorcyście” fascynację złem, określił także pismo mianem katolickiej „Wróżki”. W 2013 roku Marek Jędraszewski wytknął natomiast pismu ówczesny brak imprimatur i kreowanie przezeń manichejskiej wizji świata, w której zło zdaje się mieć przewagę nad Chrystusem.